# Düneberger SV
Der Düneberger SV ist ein Sportverein aus Geesthacht im Kreis Herzogtum Lauenburg. Die erste Fußballmannschaft spielt seit 2023 in der Oberliga Hamburg.

## Geschichte
Der Verein wurde im Jahre 1919 als Freier Spiel- und Sport-Verein Besenhorst gegründet und trat dem Arbeiter-Turn- und Sportbund bei. 1929 änderte er seinen Namen in ASV Geesthacht-Düneberg. Nach dem Verbot 1933 wurde ihm eine „bürgerliche Neugründung“ unter dem heutigen Namen erlaubt.
Die Fußballmannschaft wurde in den 1950er Jahren als die „Dynamit-Fußballer“ bekannt, da der Erfinder des Dynamits Alfred Nobel in Geesthacht produzieren ließ. Im Jahre 1953 gelang der Aufstieg in die Verbandsliga Hammonia. Vier Jahre später klopften die Düneberger erstmals an der Tür zum Hamburger Oberhaus, als die Mannschaft die Saison punktgleich mit dem Ahrensburger TSV beendeten. Das nötige Entscheidungsspiel im alten Millerntor-Stadion endete vor 12.000 Zuschauern mit 2:2. Im Wiederholungsspiel verloren die Düneberger Sekunden vor Abpfiff mit 0:1.
Ein Jahr später sicherte sich der DSV mit vier Punkten Vorsprung auf den TSV DUWO 08 die Meisterschaft und den Aufstieg in die Amateurliga Hamburg. Schon in der folgenden Spielzeit 1958/59 folgte der Abstieg als Tabellenletzter. Nachdem einige Leistungsträger daraufhin ihre Karrieren beendeten, wurde die Mannschaft prompt in die Bezirksliga durchgereicht. Im Jahre 1964 kehrte die Mannschaft in die Verbandsliga Hammonia zurück und hielt sich bis 1971 in Hamburgs zweithöchster Spielklasse.
Danach pendelte der Verein zwischen Bezirks- und Kreisliga. Im Jahre 2008 stieg die Mannschaft in die Kreisklasse ab, schaffte den direkten Wiederaufstieg und marschierte prompt in die Bezirksliga Ost durch, aus welcher der Verein 2012 wieder in die Kreisliga abstieg. Fünf Jahre später gelang der Aufstieg in die Bezirksliga und 2018 der Aufstieg in die Landesliga.
In der Saison 2022/23 erreichte die erste Mannschaft den 2. Platz in der Landesliga Hansa. In der Aufstiegsrelegation scheiterte die Mannschaft nach Hin- und Rückspiel mit 4:5 am SV Halstenbek-Rellingen. Durch den Aufstieg des Eimsbütteler TV in die Regionalliga Nord nahm der Düneberger SV den nun freien Platz in der Oberliga ein.
Neben Fußball gibt es auch eine Turn- und eine Karateabteilung im Verein.